# Lípy na Červené
Lípy na Červené jsou památné stromy ve vsi Červená jihovýchodně od Kašperských Hor.  Dvě 200 let staré lípy velkolisté (Tilia platyphyllos Scop.) rostou v blízkosti křížku a přístupové cesty na Bajerov, v nadmořské výšce 800 m, mají průběžný kmen s dobře nasazenou korunou, výšky stromů 34 a 35 m, obvody kmenů 330 a 384 cm (měřeno 2006).  Stromy jsou chráněny od 29. června 2006 jako esteticky zajímavé stromy, významné svým stářím.

## Památné stromy v okolí
- Javor klen na Podlesí
- Jilm pod Kozincem
- Lípa na Podlesí
- Skupina lip na Podlesí